# Hartwig Neumond
Hartwig Neumond (geboren 3. November 1874 in Kaiserslautern; gestorben 10. Mai 1930 in Berlin) war ein deutscher Jurist und galt als einer der „Berliner Rechtsanwaltstars“. Er war u. a. Mitgründer des Neuen Theaters in Frankfurt am Main.

## Leben und Wirken
Er war der Sohn des Privatiers Leopold Neumond (1835–1912) und dessen Ehefrau Ida Neumond geborene Schulhöfer. Nach dem Schulbesuch studierte er Rechtswissenschaft und promovierte 1897 zum Dr. jur. Das Thema seiner Dissertation lautete Die Vaterschaftsfrage nach dem bürgerlichen Gesetzbuche für das deutsche Reich. Danach war er zunächst als Referendar und später als Rechtsanwalt in Frankfurt am Main tätig. Hier heiratete er am 17. Juni 1910 Dora Sara geborene Kahn, die Tochter des Kaufmanns Josef Kahn aus Frankfurt am Main. Im gleichen Jahr gründete er am 4. Mai mit den Schauspielern Arthur Hellmer und Max Reimann sowie den beiden Architekten und Bauunternehmern Franz Vietze und Wilhelm Helfrich die Theaterbau-Gesellschaft AG in Frankfurt am Main mit dem Zweck der Errichtung und Verpachtung des dortigen „Neuen Theaters“. Für dieses Theater war er fortan der Rechtskonsulent. Sein Büro befand sich am Roßmarkt 1 in Frankfurt.
Später zog Neumond als Rechtsanwalt und Notar nach Berlin um, wo er seine Kanzlei in der Potsdamer Straße 134 einrichtete. Dort zählten vor allem eine Vielzahl vermögender Industrieller sowie Film- und Theaterschauspieler wie Max Pallenberg und Eugen Klöpfer zu seinen Klienten. Er erzielte dadurch relativ hohe Einnahmen. Sein durchschnittliches Monatseinkommen wurde auf ca. 30.000 Reichsmark geschätzt. In den 1920er Jahren fiel ihm außerdem durch den Unfalltod seiner Brüder eine Erbschaft von über einer Million Reichsmark zu. Zu seinem Freundeskreis zählte u. a. Henny Porten.
Durch eine gewagte Spekulation in einem Spielklub in der Berliner Hardenbergstraße am Zoo, den er häufig besuchte, verlor er im Frühjahr 1930 sein beträchtliches Vermögen sowie außerdem das Geld seiner Klienten. Das Renaissance-Theater in Berlin, dessen Anwalt und Vermögensverwalter er als Vertrauensmann des Michael-Konzerns war, musste durch seine Schuld geschlossen werden.
Er sah für sich keinen anderen Ausweg als Suizid zu begehen. Gegen 19 Uhr wurde er am 10. Mai 1930 in einem Berliner Hotel tot aufgefunden.
Sein 1913 geborener Sohn Walther Joseph Neumond emigrierte 1935 nach Palästina, wo er unter dem Namen Yair Aran tätig war.

## Schriften (Auswahl)
- Die Vaterschaftsfrage nach dem bürgerlichen Gesetzbuche für das deutsche Reich. 1897.
- Der Automat. Ein Beitrag zur Lehre übre die Vertragsofferte. In: Archiv für die civilistische Praxis 89 (1899), H. 1/2, S. 166–196.
- Der Schutz des sittlichen und religiösen Gefühls durch Nothwehr. In: Der Gerichtssaal 56 (1899), S. 46–54.
- Theateragenturen. In: Der Neue Weg 38 (1909), S. 36 ff.
- Zum Fall Weingartner. In: Die Schaubühne 8 (1912), S. 451 f.
- Das Reichsgericht und die Konkurrenzklausel im Fall Weingartner. In: Deutsche Juristen-Zeitung. 17 (1912), Sp. 1449.